# Iteàcies
Iteaceae és una família de plantes amb flors. La componen arbres i arbusts i són plantes natives del l'est dels Estats Units, sud d'Àfrica, sud d'Àsia i sud-est d'Àsia. Anteriorment s'havia posat els seus membres dins la família Grossulariaceae. L'APG III system de 2009 inclou l'anterior família Pterostemonaceae dins Iteaceae. Es coneixen flors fòssils d'aquesta família del període Turonià del Cretaci.